# Hofvarpnir

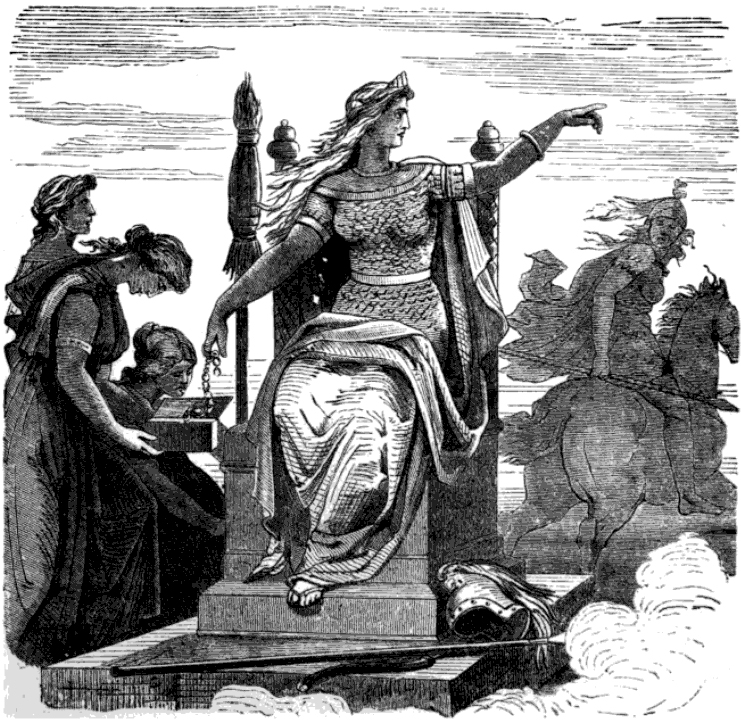
Frigg envía a Gná, montada en Hófvarpnir, a cumplir un mandado en Frigg and her Maidens (1902).

Hofvarpnir ( del nórdico antiguo: tirador de cascos) era en la mitología nórdica, el caballo de Gna, una de las ayudantas de la diosa Frigg.
Según lo que se relata en Gylfaginning, Edda prosaica, Hofvarpnir era capaz de desplazarse a través del aire y del agua. Fue engendrado por unos caballos llamados Hamskerpir y Garðrofa.